# Mitsubishi X-2 Shinshin
Mitsubishi ATD-X Shinshin là một mẫu thử máy bay tiêm kích phản lực thế hệ 5 sử dụng công nghệ tàng hình tiên tiến.

## Tính năng kỹ chiến thuật (ATD-X)
Dữ liệu lấy từ Miyakawa et al, 2008
Đặc điểm tổng quát
- Tổ lái: 1
- Chiều dài: 14,174 m (46,50 feet)
- Sải cánh: 9,099 m (29,85 feet)
- Chiều cao: 4,514 m (14,80 feet)
- Trọng lượng cất cánh tối đa: 8 tấn (17.636 pound)
- Động cơ: 2 × IHI XF5-1 kiểu turbofan
  - Lực đẩy thô: 10 tấn (22.046 pound) mỗi chiếc
  - Lực đẩy khi đốt tăng lực: 15 tấn (33.069 pound) mỗi chiếc

 Hiệu suất bay 
- Vận tốc cực đại: Mach 2+